# Hakatjärnen, Dalarna
Hakatjärnen är en sjö i Mora kommun i Dalarna och ingår i Dalälvens huvudavrinningsområde. Sjön har en area på 0,152 kvadratkilometer och ligger 273,4 meter över havet.

## Delavrinningsområde
Hakatjärnen ingår i det delavrinningsområde (675542-139665) som SMHI kallar för Mynnar i Venjanssjön. Medelhöjden är 343 meter över havet och ytan är 12,03 kvadratkilometer. Det finns inga avrinningsområden uppströms utan avrinningsområdet är högsta punkten. Åldran som avvattnar avrinningsområdet har biflödesordning 4, vilket innebär att vattnet flödar genom totalt 4 vattendrag innan det når havet efter 378 kilometer. Avrinningsområdet består mestadels av skog (65 procent) och sankmarker (24 procent). Avrinningsområdet har 0,15 kvadratkilometer vattenytor vilket ger det en sjöprocent på 1,3 procent.